# Ihor Schtscherbakow

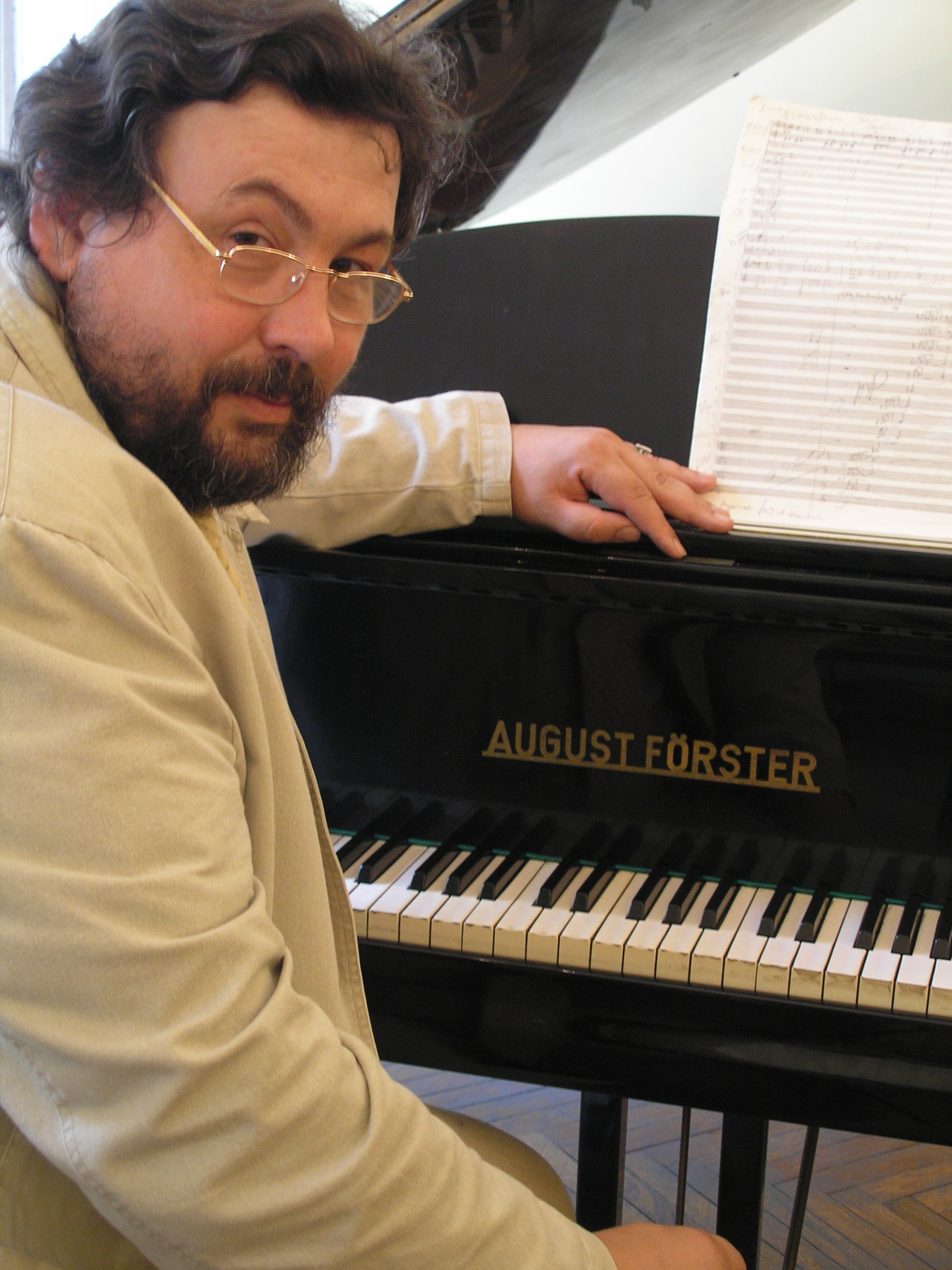
Ihor Schtscherbakow am Piano, September 2005

Ihor Wolodymyrowytsch Schtscherbakow (ukrainisch Ігор Володимирович Щербаков, * 19. November 1955 in Dnipropetrowsk) ist ein ukrainischer Pianist, Komponist und Hochschullehrer. Der mehrfach ausgezeichnete Musiker gehört zur Generation zeitgenössischer ukrainischer Komponisten, deren Werke das Wesen einer selbstständigen und demokratischen Ukraine des späten 20. und frühen 21. Jahrhunderts auszeichnen.

## Werdegang
Der musisch begabte Ihor Schtscherbakow erhielt am staatlichen Dnipropetrowsker Konservatorium M. Glinka eine professionelle Musikausbildung am Klavier. Seine dortige Ausbildung beendete er im Jahr 1974. Anschließend wechselte er an das Kiewer Konservatorium, das er 1979 erfolgreich als diplomierter Komponist verlassen hat. Von 1982 bis 1992 arbeitete er als Musikredakteur und als Assistent des Chefredakteurs beim staatlichen Musikverlag Muzychna Ukraine. Im Jahr 1992 nahm er eine Professur an der Nationalen Musikakademie der Ukraine Peter Tschaikowski an und unterrichtet dort bis heute.
Seine Werke sind den musikalischen Gattungen bzw. Genres Oper, Sinfonie, Kammermusik, Chor- und Kindermusik zuzuordnen. Seine Stücke werden in der Ukraine und in vielen Ländern der Welt aufgeführt und in der Ukraine sowie in ausländischen Verlagen veröffentlicht.
Für seine Kompositionen wurden wiederholt durch den Komponistenverbandes der Ukraine ausgezeichnet. Seine Oper „Die Falle für die Hexe“ wurde im Jahr 1999 mit der höchsten künstlerischen Auszeichnung der Ukraine, dem Taras-Schewtschenko-Preis ausgezeichnet. Seit 2020 fungiert Ihor Schtscherbakow als Musikdirektor des „Kiew-Musikfestes“.
Schtscherbakow gilt als pro-europäisch und als Unterstützer des ehemaligen Präsidenten Petro Poroschenko.

## Auszeichnungen (Auswahl)
- 1996: „Verdienter Kunstschaffender der Ukraine“
- 1999: Taras-Schewtschenko-Preis
- 2004: Art Prize of Artem Wedel

## Werke
Die im Folgenden aufgelisteten Werke stellen nur einen Überblick über sein Œuvre dar:
- Barcarolle for Piano and Orchestra
- Concerto for Flute and Chamber Orchestra
- Concerto for Flute, Percussion and Strings
- Concerto No. 1 for Piano and Strings
- Concerto No. 2 for Piano and Orchestra
- Concerto No. 3 for Piano and Orchestra
- L'abbraccio del Crocifisso - Solo
- Penitential Verse: Chamber Symphony No. 1 for Violin and Strings
- Piano Gesang
- Tango Misterioso for Piano and Orchestra
- Tango Misterioso for Piano and Strings
- Tango Misterioso for Piano Trio
- Warum: Chamber Symphony No. 5 for Strings
- Warum: Chamber Symphony No. 5 for Strings